# The Beautiful Voice
The Beautiful Voice è un cortometraggio muto del 1911 diretto e interpretato da Mack Sennett.

## Produzione
Il film fu prodotto dalla Biograph Company.

## Distribuzione
Distribuito dalla General Film Company, il film - un cortometraggio di 75 metri - uscì nelle sale cinematografiche statunitensi il 31 luglio 1911. Nelle proiezioni, veniva programmato con il sistema dello split reel, accorpato in un'unica bobina con un altro cortometraggio prodotto dalla Biograph, la commedia Mr. Peck Goes Calling.